# 原田亮介
原田 亮介（はらだ りょうすけ、1958年 - ）は、日本のジャーナリスト。日本経済新聞社論説主幹。日本記者クラブ理事長。

## 略歴・人物
新潟県西蒲原郡分水町（現：燕市）出身。新潟県立巻高等学校を経て、1981年に筑波大学第二学群比較文化学類を卒業。同年日本経済新聞社入社。テレビ東京系「ワールドビジネスサテライト」で、担当曜日違いの解説キャスターを務めている滝田洋一とは、日経新聞の入社同期である。
社会部、経済部記者、ニューヨーク駐在（金融・マクロ担当）、ワシントン駐在（財政金融政策担当）を経て、日経ビジネス編集長、編集局次長兼政治部長、編集局総務、執行役員グローバル事業局長、常務執行役員グローバル事業担当、専務執行役員グローバル事業担当・NAR事業担当、同論説委員長などを経て同論説主幹。
2018年日本記者クラブ理事長。2020年慶應義塾大学総合政策学部特別招聘教授（担当科目：政策形成とメディア）。

## 出演
- ワールドビジネスサテライト（テレビ東京、2021年3月29日 - ）- 解説キャスター（水・金曜日担当）
- LIFE IS MONEY〜世の中お金で見てみよう〜（テレビ東京、2022年・2024年10月1日 - ）- 解説